# محمد علاش
محمد علاش (بالهولندية: Mohammed Allach)‏ (مواليد 20 سبتمبر 1973 في لاهاي بهولندا) هو لاعب كرة قدم هولندي سابق من أصل مغربي لعب في الدوري الهولندي. ومنذ أكتوبر 2013، هو المدير الفني لنادي فيتيسه آرنهم. 

## روابط خارجية
- محمد علاش على موقع قاعدة بيانات كرة القدم.إي يو (الإنجليزية)